# Joan-Gabriel Tharrats i Vidal
Joan-Gabriel Tharrats i Vidal (Girona, Gironès, 1928 - Madrid, 2004) va ser un cineasta independent català.
Tharrats va ser guionista i realitzador a TVE, productor de documentals i escriptor-historiador interessat especialment en Segundo de Chomón i el cinema dels Jocs Olímpics. Va treballar amb Berlanga, Forn, Nunes, Ardavín, Freda i Parrish. Va destacar, especialment, en la realització de documentals, cinema publicitari i industrial, llargmetratges.

## Fons personal
La família de Joan Gabriel Tharrats va cedir a la Filmoteca de Catalunya el fons documental del cineasta gironí, completant, així, el lliurament que el mateix Tharrats havia efectuat durant els anys 90, de la seva col·lecció de pel·lícules.
Aquests materials, distribuïts en 41 caixes, contenen, a més de la seva biblioteca personal, diversa documentació, com aquella original relativa al seu únic llargmetratge Cinematógrafo 1900 (1979), l'original de dos llibres seus, inèdits, sobre Larry Semon i sobre animació, alguns guions originals escrits per ell mateix, àlbums temàtics sobre temes cinematogràfics, una videoteca de cine d'animació i cine mut, i una col·lecció de 5.000 fotogrames de pel·lícules.

## Producció[1]
- Un Viernes Santo (1960), curtmetratge
- Niño 1900 (1973)
- Sport 1900 (1974)
- Cristino de Vera (1974)
- Cinematógrafo 1900 (1979), llargmetratge